# Петерс, Кристиан Генрих Фридрих
| Открытые астероиды: 48 | Открытые астероиды: 48 |
| ---------------------- | ---------------------- |
| (72) Ферония           | 29 мая 1861            |
| (75) Эвридика          | 22 сентября 1862       |
| (77) Фригга            | 12 ноября 1862         |
| (85) Ио                | 19 сентября 1865       |
| (88) Фисба             | 15 июня 1866           |
| (92) Ундина            | 7 июля 1867            |
| (98) Ианта             | 18 апреля 1868         |
| (102) Мириам           | 22 августа 1868        |
| (109) Фелица           | 9 октября 1869         |
| (111) Ата              | 14 августа 1870        |
| (112) Ифигения         | 19 сентября 1870       |
| (114) Кассандра        | 23 июля 1871           |
| (116) Сирона           | 8 сентября 1871        |
| (122) Герда            | 31 июля 1872           |
| (123) Брунхильда       | 31 июля 1872           |
| (124) Алькеста         | 23 августа 1872        |
| (129) Антигона         | 5 февраля 1873         |
| (130) Электра          | 17 февраля 1873        |
| (131) Вала             | 24 мая 1873            |
| (135) Герта            | 18 февраля 1874        |
| (144) Вибилия          | 3 июня 1875            |
| (145) Адеона           | 3 июня 1875            |
| (160) Уна              | 20 февраля 1876        |
| (165) Лорелей          | 9 августа 1876         |
| (166) Родопа           | 15 августа 1876        |
| (167) Урда             | 28 августа 1876        |
| (176) Идуна            | 14 октября 1877        |
| (185) Эвника           | 1 марта 1878           |
| (188) Мениппа          | 18 июня 1878           |
| (189) Фтия             | 9 сентября 1878        |
| (190) Исмена           | 22 сентября 1878       |
| (191) Колга            | 30 сентября 1878       |
| (194) Прокна           | 21 марта 1879          |
| (196) Филомела         | 14 мая 1879            |
| (199) Библида          | 9 июля 1879            |
| (200) Динамена         | 27 июля 1879           |
| (202) Хрисеида         | 11 сентября 1879       |
| (203) Помпея           | 25 сентября 1879       |
| (206) Герсилия         | 13 октября 1879        |
| (209) Дидона           | 22 октября 1879        |
| (213) Лилея            | 16 февраля 1880        |
| (234) Барбара          | 12 августа 1883        |
| (249) Ильза            | 16 августа 1885        |
| (259) Алетейя          | 28 июня 1886           |
| (261) Примно           | 31 октября 1886        |
| (264) Либусса          | 22 декабря 1886        |
| (270) Анахита          | 8 октября 1887         |
| (287) Нефтида          | 25 августа 1889        |

Кристиан Генрих Фридрих Петерс (нем. Christian Heinrich Friedrich Peters; 19 сентября 1813, Шлезвиг-Гольштейн, Дания (ныне Германия) — 18 июля 1890, Клинтон, США) — германо-американский астроном, был одним из первых исследователей астероидов, открыв 48 из них, также открыл несколько туманностей и галактик. Руководил и работал в обсерватории Литчфилд.
Член Национальной академии наук США (1876).

## Биография
Петерс учился в Берлинском университете, где лекции по математике и астрономии читал Иоганн Энке. В 23 года он получил степень доктора философии. Образование продолжил у великого математика Карла Гаусса, который в области астрономии был известен благодаря тому, что по собственной методике рассчитал траекторию первого открытого астероида — Цереры.
После учёбы он отправляется в Италию с целью провести ряд исследовательских работ и затем поступить на должность ассистента в новой обсерватории на Сицилии. Однако неспокойная политическая обстановка в стране втягивает Петерса в повстанческую борьбу за независимость Италии. Но в мае 1849 года королевские войска оккупируют остров, вследствие чего Петерс вынужден бежать во Францию. Некоторое время спустя он направляется в Константинополь. Но и здесь ему не удаётся продолжить научную карьеру, поскольку вскоре началась Крымская война.
В 1854 году при помощи американского посла Петерсу удаётся перебраться в США, где он сразу же включился в исследовательскую деятельность. Уже через пять лет он занимает должность профессора астрономии Гамильтонского колледжа в городе Клинтон и руководит работами и сам наблюдает в стенах обсерватории Литчфилд. В то время в стенах обсерватории находился один из крупнейших телескопов в стране диаметром 13 ½ дюйма. С его помощью он совершил большинство своих открытий, принёсших ему известность.